# Mal Abrigo
Mal Abrigo est une ville de l'Uruguay située dans le département de San José. Sa population est de 370 habitants.

## Population
| Année | Population |
| ----- | ---------- |
| 1963  | 346        |
| 1975  | 231        |
| 1985  | 331        |
| 1996  | 412        |
| 2004  | 370        |

Référence,: